# Amietophrynus urunguensis
Amietophrynus urunguensis е вид жаба от семейство Крастави жаби (Bufonidae).

## Разпространение
Видът е разпространен в Замбия и Танзания.